# Elginerpeton
Elginerpeton é um gênero de peixe ósseo que viveu durante o período Devoniano, conhecido por pedaços de um crânio.